# Aenictus aratus
Aenictus aratus es una especie de hormiga guerrera del género Aenictus, familia Formicidae. Fue descrita científicamente por Forel en 1900.
Se distribuye por Borneo, China, India, Indonesia, Malasia y Australia. Se ha encontrado a elevaciones de hasta 350 metros. Habita en la hojarasca, el forraje y debajo de piedras.